# Vasszilvágy
Vasszilvágy è un comune dell'Ungheria di 385 abitanti (dati 2001). È situato nella contea di Vas.